# Acton, Massachusetts
Acton är en ort i Middlesex County, Massachusetts, Massachusetts, USA.